# Linda Blair

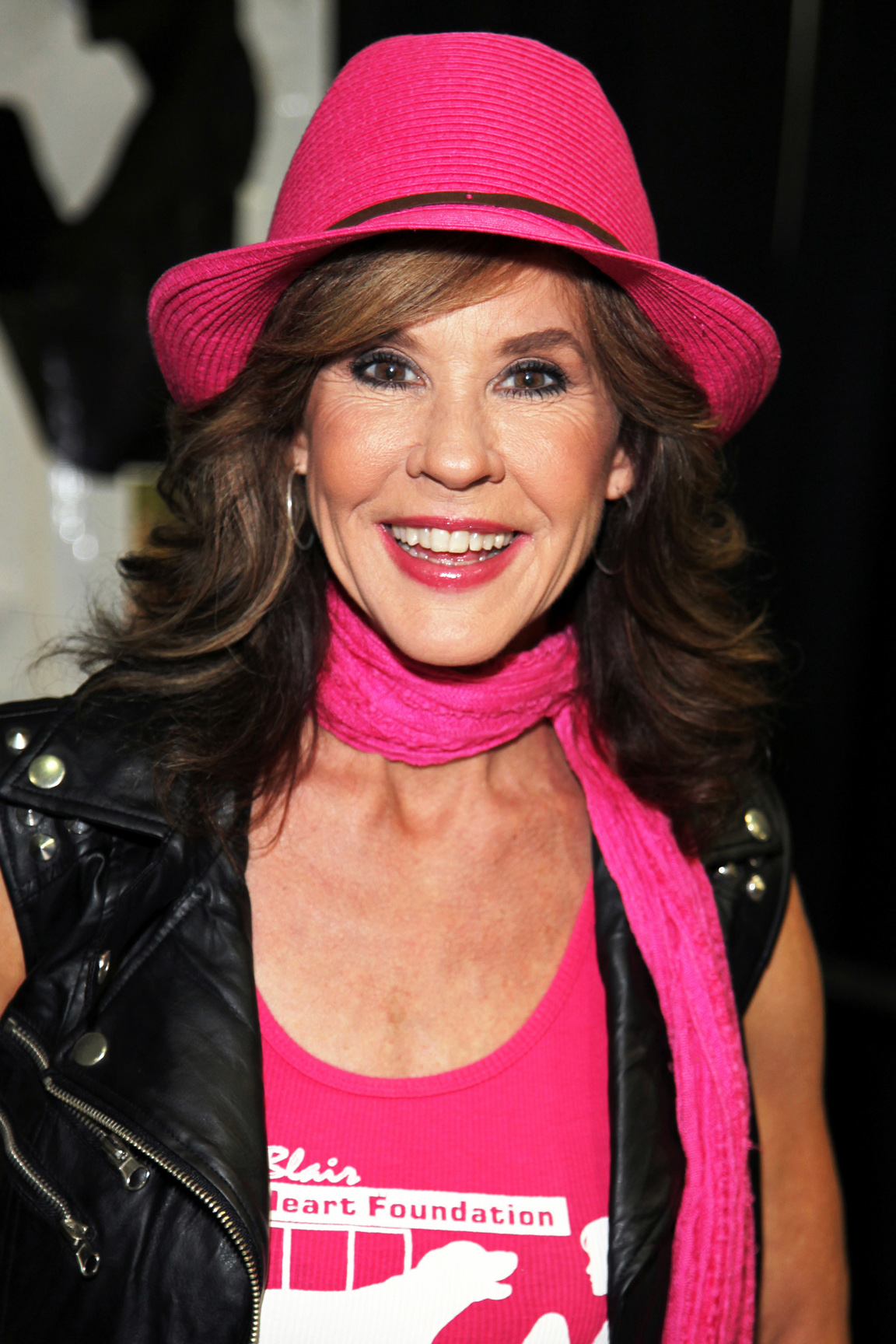
Linda Blair (2012).

Linda Denise Blair, född 22 januari 1959 i St. Louis, Missouri, är en amerikansk skådespelare.
Hon var en ungdomsstjärna på 1970-talet och nominerades för en Oscar för bästa kvinnliga biroll för sin roll som det besatta barnet i Exorcisten (1973). Som vuxen gjorde hon sedermera ett antal b-filmer med dragning åt skräck och mjukpornografi.
Hon har en egen klädkollektion, Linda Blair Wild West Collection, och är sedan länge vegan; hon har skrivit boken Going Vegan! (2001), och engagerat sig i djurskyddsarbete med en egen organisation för att hjälpa utsatta djur i Los Angeles – The Linda Blair WorldHeart Foundation.

## Filmografi
- 1973 – Exorcisten
- 1974 – Katastroflarm
- 1977 – Exorcisten 2
- 1990 – Dead Sleep